# 코드 폴딩

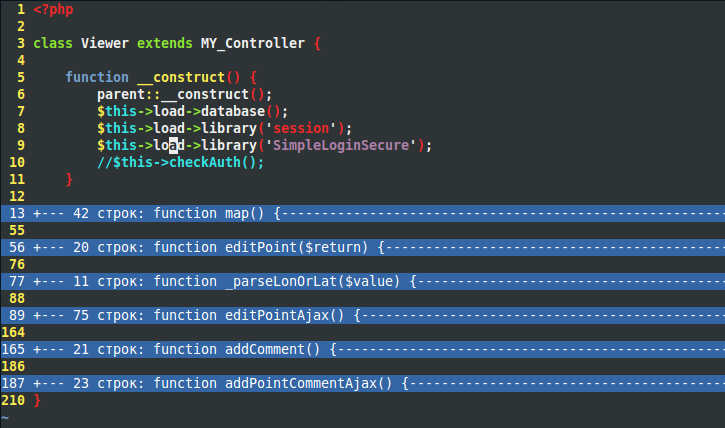
Vim을 사용한 PHP 코드의 코드 폴딩 예시

코드 폴딩(code folding), 코드 접기, 텍스트 폴딩(text folding), 덜 일반적으로 홀로프라스팅(holophrasting)은 사용자가 문서의 일부를 선택적으로 숨기거나("접기") 표시("펼치기")할 수 있는 일부 그래픽 사용자 인터페이스의 기능이다. 이를 통해 사용자는 현재 관심 있는 하위 섹션만 보면서 많은 양의 텍스트를 관리할 수 있다. 일반적으로 중첩된 요소로 구성된 자연스러운 트리 구조를 가진 문서에 사용된다. 이러한 기능의 다른 이름으로는 확장 및 축소, 코드 숨기기, 개요 등이 있다. 마이크로소프트 워드에서는 이 기능을 "접기 가능한 개요"라고 한다.
많은 사용자 인터페이스는 사이드바에서 코드 접기를 위한 공개 위젯을 제공한다. 예를 들어 옆쪽(접힌 경우) 또는 아래쪽(확장된 경우)을 가리키는 삼각형으로 표시되거나 접을 수 있는(확장된) 텍스트의 경우 [-] 상자로 표시된다. [+] 상자는 확장 가능한(축소된) 텍스트이다.
코드 접기는 문서 편집기, 소스 코드 편집기 및 IDE에서 볼 수 있다. 접는 구조는 일반적으로 컴퓨터 언어로 정의된 프로그램의 구문 트리를 따른다. 들여쓰기 수준으로 정의할 수도 있고 대역 내 마커(소스 코드의 일부로 저장됨) 또는 대역 외를 사용하여 명시적으로 지정할 수도 있다.
텍스트 접기는 중첩된 요소가 단락, 섹션 또는 개요 수준으로 구성되는 일반 텍스트에 사용되는 유사한 기능이다. 이를 제공하는 프로그램에는 접이식 편집기, 아웃라이너 및 일부 워드 프로세서가 포함된다.
데이터 접기는 일부 16진수 편집기에서 발견되며 이진 파일을 구조화하거나 액세스할 수 없는 데이터 섹션을 숨기는 데 사용된다.
접기는 또한 데이터 비교에서 한 버전 또는 다른 버전을 선택하거나 차이점만 선택하는 데 자주 사용된다.